# Sara Vijfhuizen
Sara Vijfhuizen (Bilthoven, 7 juli 2001) is een voetbalspeelster uit Nederland. Ze speelt als verdediger voor Elche CF in de Primera División.

## Carrière
Vijfhuizen begon met voetballen op vijfjarige leeftijd bij DOSC uit Den Dolder. Op haar zestiende vertrok ze naar SV Saestum om in een meidenteam te kunnen spelen. Vijfhuizen verhuisde op achttienjarige leeftijd naar de Verenigde Staten om voetbal en studeren te combineren. Het eerste jaar zat ze op de University of Science and Arts of Oklahoma en speelde voor de USAO Drovers alvorens ze in haar tweede jaar naar het Providence College in Rhode Island ging en speelde voor de Providence Friars.
In 2024 keerde ze terug in Nederland bij eredivisionist Fortuna Sittard. Ze maakte in de eerste wedstrijd van het seizoen, thuis tegen FC Twente, haar debuut door in de basis te starten. Vijfhuizen kwam tot twintig optredens in de Vrouwen Eredivisie alvorens Fortuna Sittard besloot haar vrouwentak op te heffen vanwege financiële problemen.
Op 30 juli 2025 tekende Vijfhuizen een contract bij het Spaanse Elche CF.

## Statistieken
| Seizoen | Club            | Competitie       | Competitie | Competitie | Beker | Beker | Overig | Overig | Totaal | Totaal |
| Seizoen | Club            | Competitie       | Wed.       | Dlp.       | Wed.  | Dlp.  | Wed.   | Dlp.   | Wed.   | Dlp.   |
| ------- | --------------- | ---------------- | ---------- | ---------- | ----- | ----- | ------ | ------ | ------ | ------ |
| 2024/25 | Fortuna Sittard | Eredivisie       | 20         | 0          | 2     | 0     | 0      | 0      | 22     | 0      |
| 2025/26 | Elche CF        | Primera División | 0          | 0          | 0     | 0     | 0      | 0      | 0      | 0      |
| Totaal  | Totaal          | Totaal           | 20         | 0          | 2     | 0     | 0      | 0      | 22     | 0      |

Bijgewerkt t/m 31 juli 2025.